# جو فرانسيس
جوزيف ريموند فرانسيس (بالإنجليزية: Joe Francis)‏ (من مواليد 1 أبريل 1973) رجل أعمال ومنتج أفلام أمريكي اشتهر بأنه مؤسس العلامة التجارية «غيرلز غون وايلد».

## روابط خارجية
- الموقع الرسمي
- جو فرانسيس على موقع IMDb (الإنجليزية)
- جو فرانسيس على موقع قاعدة بيانات الفيلم (الإنجليزية)